# Валпрато Соана
Валпра̀то Соàна (на италиански: Valprato Soana; на пиемонтски: Valprà, Валпра) е село и община в Метрополен град Торино, регион Пиемонт, Северна Италия. Разположено е на 1113 m надморска височина. Към 1 януари 2020 г. населението на общината е 95 души, без чужди граждани.